# Мамедов, Сакит Гулам оглы
Сакит Гулам оглы Мамедов (азерб. Sakit Qulam oğlu Məmmədov; 5 августа 1958, Нефтечалинский район, Азербайджанская ССР, СССР) — азербайджанский художник, создатель жанра опализма в живописи, народный художник Азербайджанской Республики (2018), профессор (2018), член Союза художников ЮНЕСКО, почётный профессор Европейской академии естественных наук, граф Ватиканской академии геральдики, действительный член Всемирной академии художеств, почётный член Императорской академии художеств России, почётный член Римской академии современного искусства, действительный член Всемирной академии художеств, действительный член Академия «Турецкого мира».

## Биография
Сакит Мамедов родился 5 августа 1958 года в городе Нефтчала. В 1978 году с отличием окончил Азербайджанское государственное художественное училище имени Азима Азимзаде. С.Мамедов, служил в армии в 1978—1980 годах. В 1981 году поступил на живописный факультет Ленинградской художественной академии имени И.Репина, которую окончил с отличием в 1987 году.
Знает русский и турецкий языки.
Женат, имеет 3 детей и 3 внуков. Его дети Низар Мамедов, Цезарь Мамедов и Айнур Мамедова также занимаются художественной деятельностью.

## Творчество
Сакит Мамедов более 30 лет занимается художественным творчеством. Художник является основателем школы опализма и работает в данной в творческой технике. Название стиля происходит от опалового камня, в картинах передаются насыщенные цвета и свечение данного камня.
Член Союза Художников Азербайджана с 1988 года.
Произведения: «Памятная картина», «Игра», «Упражнение», «Фалабаханлар», «День рождения», «Ленинградские воспоминания», «Да здравствует Стамбул», «Праздник», «Свадьба», «Метро», «Автобус № 13», «Любитель» и др.

## Выставки
С 1983 года работы Сакита Мамедова, участвовавшие в различных выставках, экспонируются в ГМИИ, Европейском парламенте, Оперной галерее Франции, галереях Дворца Долмабагча в Турции, Испании, Португалии, Италии, Риме, Великобритании, США и других галереях мира.
Выставки проходили в Азербайджане, Турции, России, Беларуси, Швеции, Украине, Германии, Франции, Австрии, Италии, Бельгии, Египте, Китае, Австралии Выставки проводились в Англии, Шотландии, Грузии, Республике Татарстан, Сингапуре, Португалии.

## Критика
Российский критик Андрей Баженов был поражён творчеством художника и сказал: 
Рука Сакита Мамедова похожа на руку художника эпохи Возрождения.

## Награды
- Народный художник Азербайджана (2018)[11]
- Заслуженный художник Азербайджана (2007)[12]
- Почётный зарубежный член Российской академии художеств (2011)[13]
- Почётный Академик Российской Императорской Академии Художеств (2011)[14]
- Академик Европейской академии естественных наук (2014)[15]
- Российская премия «Человек тысячелетия» (2012)[16]
- Член Союза художников ЮНЕСКО[17].
- Обладатель золотого ордена «Сын Отечества»[17].
- Премия «Деде Горгуд»[17].
- Медаль Леонардо да Винчи[17].
- Орден «Честь Европы»[17].
- Большая Золотая рыцарская звезда Европейской академии естественных наук[17].
- Офицерский крест Международного Союза рыцарей-кавалеров Мальтийского Ордена (2015 год)[17][18].
- Действительный член Всемирной академии художеств[17].
- Международный кубок «Вера»[19].
- Почётный член Римской академии современного искусства (2016 год)[20].
- Медаль К. Шпитцвега (2016 год, Европейская академия естественных наук)[20].
- Граф геральдической комиссии[20].
- Золотая медаль "Кумпур" Албанского Университета Искусств.
- Диплом и юбилейная медаль Конрада Аденауэра (2016 год)[21].
- Диплом и медаль немецкого художника Альбрехта Дюрера (2016 год)[21].
- Действительный член Академии искусств мира[22].
- Действительный член академии «Турецкий мир»[22].
- Международная премия имени Ататюрка[22].
- Турецкий орден «Золотая звезда»[22].
- Премия Сербской Королевской Академии[22].
- Медаль «Золотой ангел»[22].
- Медаль «Святого Георгия»[22].
- Орден «Золотой короны»[22].
- Большая Золотая рыцарской звезды[22].
- Крест Александра «За заслуги»[22].
- Звезда сенатора Международного рыцарского союза[22].
- Золотая Медаль Искусств и Культуры Мирового Университета Наследия Цивилизаций[22]
- Орден и диплом «Творец эпохи» (2019 год, Академия художеств мира «Новая эра»)[23].
- Золотая медаль Академии художеств Узбекистана (2023 год)[24].
- Медаль «Шараф» (2023, ТЮРКСОЙ)[25].
- Премия «Звёзды Содружества» (2024)[26].